# Škofja Loka
Škofja Loka je nevelik slovenski srednjovjekovni grad. Ima zidine, strogo raspoređene kuće oko dva trga, župnu crkvu i dvorac na uzvisini iznad grada. Ako se Škofji Loki približava s ljubljanske strane, lijevom obalom Sore, možete vidjeti stari dio grada. Grad je utemeljen oko 1274.

## Poznate osobe
- Jan Oblak, slovenski nogometaš

## Vanjske poveznice
|  | Zajednički poslužitelj ima još gradiva o temi Škofja Loka |